# BabyMonster
BabyMonster (hangul: 베이비몬스터), znane także jako Baemon (hangul: 베몬) – południowokoreański girlsband, założony przez YG Entertainment. W skład grupy wchodzi siedem członkiń: Ruka, Pharita, Asa, Ahyeon, Rami, Rora i Chiquita. Grupa oficjalnie zadebiutowała 1 kwietnia 2024 roku wydając singel „Sheesh” z minialbumu BabyMons7er.

## Historia zespołu

### 2018–2022: Przed debiutem
Po premierze zespołów dziewczęcych YG Entertainment, 2NE1 (2009) i Blackpink (2016), wieści o następnym zespole dziewczęcym wytwórni krążyły już w 2018 roku. Przyjęli kandydatów z różnych krajów, z których niektóre zostały przyjęte do programu szkoleniowego już w wieku 10 lat i trenowały średnio cztery do pięciu lat. Pod względem liczby rekrutacji, każda potencjalna członkini zajęła pierwsze miejsce w swoich odpowiednich przesłuchaniach, pokonując tysiące innych kandydatów. W styczniu 2020 roku, pisemne formy nazwy „BabyMonster”, jednej z wielu nazw początkowo rozważanych dla Blackpink, oraz „Baemon” (skrócona wersja poprzedniej nazwy) zostały zarejestrowane jako znaki towarowe po angielsku i po koreańsku przez wytwórnię, a tymczasowo używane przez media, do czasu oficjalnego ujawnienia ich oficjalnych nazw. Skład zespołu został ostatecznie ustalony z trzech członkiń z Korei Południowej (Ahyeon, Rami, Rora), dwóch z Japonii (Ruka, Asa) i dwóch z Tajlandii (Pharita, Chiquita).
Kilka członkiń miało wcześniejsze doświadczenie w przemyśle rozrywkowym. Ruka zadebiutowała jako członkini japońskiego girlsbandu Shibu3 project i trenowała najdłużej ze wszystkich siedmiu członkiń w YG Entertainment. Rami została modelką dziecięcą w wieku dwóch lat i wzięła udział w przesłuchaniu do wytwórni w 2018 roku. Rora zadebiutowała jako członkini dziecięcej grupy USSO Girl (2017) z Hyein z NewJeans i wzięła udział w przesłuchaniu w maju 2018 roku. A następnie Ahyeon w grudniu 2018 roku. Pharita była modelką w konkursach China Trendy Children's Selection Competition 2019 i Inter Model Thailand 2021, wzięła udział w przesłuchaniu do programu survival reality Idol Paradise (2021) i została wybrana spośród 1226 kandydatów na stażystę w YG Entertainment w lipcu 2020 roku. Tajlandzka członkini Chiquita trenowała najkrócej ze wszystkich siedmiu członkiń i została ostatnią członkinią po trzech miesiącach szkolenia od jej rekrutacji w 2021 roku. W trakcie ich treningu ujawniono, że wokale członków zostały nagrane w ostatnim refrenie głównego singla „Iyah” (아이야; aiya) przez kolegę z wytwórni, Kang Seung-yoon.

### 2023: Wprowadzenie i debiut
YG Entertainment ogłosiło formalne wprowadzenie siedmioosobowego zespołu 30 grudnia 2022 roku za pomocą plakatu i podtytułu „YG Next Movement”. Zapowiedzią był teledysk w stylu zwiastuna, opublikowany na YouTube pierwszego dnia nowego roku, który w trzy dni zdobył 15 milionów wyświetleń. W teledysku pojawili się członkowie zespołów Winner i Blackpink, rodzeństwo AKMU, tancerka i choreograf Leejung Lee oraz założyciel wytwórni, Yang Hyun-suk. Zapowiedź BabyMonster, wraz z ogłoszeniem możliwego powrotu G-Dragona jako solisty tego samego dnia, przyczyniło się do wzrostu wartości akcji wytwórni o 11,74%. Siedem członkiń zostało stopniowo ujawnianych publiczności poprzez wydawanie kolejnych nagrań występów na żywo, począwszy od 12 stycznia (w kolejności: Rami, Ahyeon, Chiquita, Asa, Rora, Pharita i Ruka). Kanał BabyMonster na YouTube w ciągu 52 dni od utworzenia 28 grudnia 2022 roku przekroczył milion subskrybentów, a w ciągu 129 dni osiągnął dwa miliony subskrybentów, stając się najszybciej rozwijającym się dziewczęcym zespołem K-popowym, który osiągnął ten kamień milowy. 5 marca YG Entertainment zaprezentowało zwiastun programu internetowego zatytułowanego Last Evaluation, będącego kroniką powstania grupy, którego miała premierę 10 marca. Siedmioosobowy zespół wydał przeddebiutowy singiel „Dream” ekskluzywnie na platformie YouTube 14 maja 2023 roku, pierwszy raz zapowiedziany w ich serialu dokumentalnym, i zadebiutował na szczycie listy Billboard Hot Trending Songs.
9 października YG potwierdziło, że oficjalny debiut BabyMonster odbędzie się w listopadzie. Produkcja teledysku i choreografii do głównego utworu ma zostać ukończona do końca października, przed debiutem. 15 listopada Ahyeon, która miała zadebiutować wraz z grupą, odeszła z jej składu z powodu problemów zdrowotnych. Debiut grupy jest zaplanowany na 27 listopada. 16 listopada YG Entertainment potwierdziło, że Ahyeon pozostanie członkinią grupy i nie weźmie udziału w ich debiucie z powodu problemów zdrowotnych.
Założyciel YG, Yang Hyun-suk, ogłosił, że 1 lutego 2024 roku BabyMonster wyda swój drugi singiel zatytułowany „Stuck in the Middle”.
24 stycznia 2024 roku ogłoszono, że Ahyeon, po pełnym powrocie do zdrowia, wróciła po przerwie i dołączy do pozostałych członkiń BabyMonster, aby promować ich działalność jako siedmioosobowa grupa. Planowane jest również wydanie minialbumu 1 kwietnia 2024 roku, zawierającego ponowne nagrania utworów „Batter Up” i „Stuck in the Middle” z udziałem wszystkich siedmiu członkiń. Oznaczając oficjalny debiut grupy, ich pierwszy minialbum BabyMons7er został wydany 1 kwietnia, który zawierał ponowne nagrania utworów „Batter Up” i „Stuck in the Middle” z udziałem wszystkich siedmiu członkiń oraz utwór „Like That” podarowany przez Charliego Putha. Minialbum był promowany przez tytułowy utwór „Sheesh”. Babymonster rozpoczęły swoją pierwszą trasę fan meetingów, obejmującą sześć regionów Azji: Singapur, Japonię, Tajlandię, Tajwan, Indonezję i Koreę Południową. Zespół już w 40 dni po debiucie występował w arenach koncertowych, sprzedając m.in. 26 tysięcy biletów podczas przystanku w Tokio.

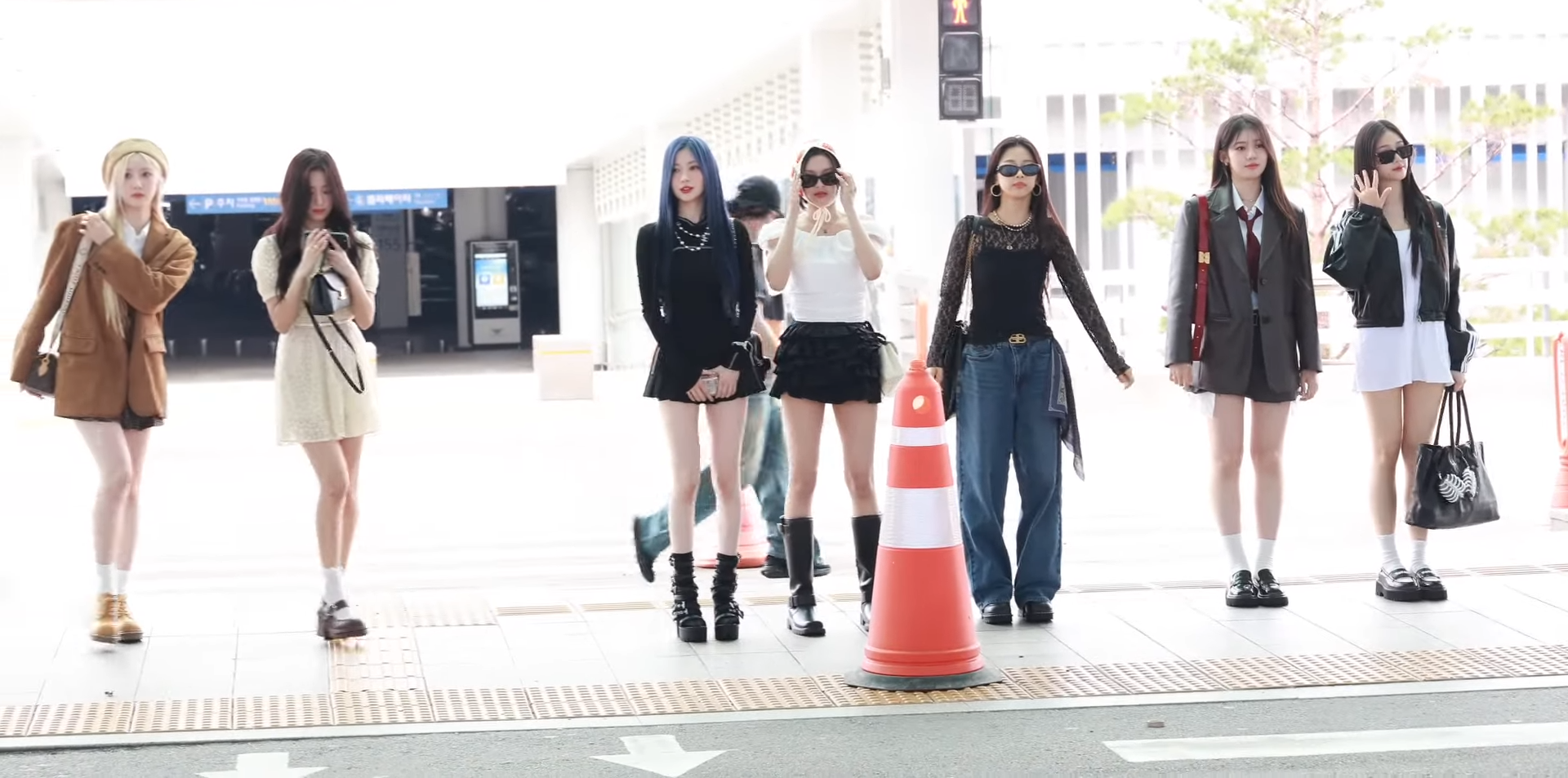
Babymonster na międzynarodowym lotnisku Incheon, aby wziąć udział w Grand Prix Singapuru Formuły 1 we wrześniu 2024 roku

Pierwszy studyjny album Babymonster, zatytułowany Drip, został wydany 1 listopada, poprzedzony cyfrowym singlem „Forever”, który ukazał się 1 lipca. Album promowały dwa single: „Clik Clak” oraz tytułowy „Drip”. Przy tworzeniu tego ostatniego uczestniczył G-Dragon, biorąc udział w jego komponowaniu i nagraniu demo, natomiast Mino z zespołu Winner współtworzył tekst do utworu „Really Like You”, znajdującego się na albumie. Dzięki wydawnictwu septet osiągnął nowy rekord w karierze, rejestrując 820 tysięcy zamówień do 8 listopada, niemal podwajając sprzedaż debiutanckiego albumu Babymons7er w momencie jego premiery. Album stał się również pierwszym w dorobku grupy, który trafił na Billboard 200, debiutując na 149. miejscu. Tymczasem utwór „Drip” osiągnął 109. miejsce na Spotify's Daily Top Songs Global Chart.

## Członkinie
| Pseudonim   | Pseudonim | Prawdziwe imię                                   | Kraj             | Data urodzenia       |
| Latynizacja | Hangul    | Prawdziwe imię                                   | Kraj             | Data urodzenia       |
| ----------- | --------- | ------------------------------------------------ | ---------------- | -------------------- |
| Ruka        | 루카      | Kawai Ruka (jap. 河井瑠花)                       | Japonia          | 20 marca 2002        |
| Pharita     | 파리타    | Pharita Chaikong (taj. ภาริตา ไชายคง)             | Tajlandia        | 26 sierpnia 2005     |
| Asa         | 아사      | Enami Asa (jap. 榎並朝)                          | Japonia          | 17 kwietnia 2006     |
| Ahyeon      | 아현      | Jung A-hyeon (kor. 정아현)                       | Korea Południowa | 11 kwietnia 2007     |
| Rami        | 라미      | Shin Ha-ram (kor. 신하람)                        | Korea Południowa | 17 października 2007 |
| Rora        | 로라      | Lee Da-in (kor. 이다인)                          | Korea Południowa | 14 sierpnia 2008     |
| Chiquita    | 치키타    | Riracha Phondechaphiphat (taj. ริราชา พลเดชาพิพัฒน์) | Tajlandia        | 17 lutego 2009       |

## Dyskografia

### Albumy studyjne
| Rok  | Dane dot. albumu                                                                                        | Najwyższa pozycja | Najwyższa pozycja | Najwyższa pozycja | Najwyższa pozycja | Sprzedaż                       |
| Rok  | Dane dot. albumu                                                                                        | KOR (Circle)      | JPN (Oricon)      | JPN Hot           | US                | Sprzedaż                       |
| ---- | --- | ----------------- | ----------------- | ----------------- | ----------------- | ------------------------------ |
| 2024 | Drip - Wydany: 1 listopada 2024 - Wytwórnia: YG Entertainment - Format: CD, digital download, streaming | 1                 | 9                 | 7                 | 149               | - KOR: 873 497+ - JPN: 10 255+ |

### Minialbumy
| Rok  | Dane dot. albumu                                                                                              | Najwyższa pozycja | Najwyższa pozycja | Najwyższa pozycja | Sprzedaż                       |
| Rok  | Dane dot. albumu                                                                                              | KOR (Circle)      | JPN (Oricon)      | US World Albums   | Sprzedaż                       |
| ---- | --- | ----------------- | ----------------- | ----------------- | ------------------------------ |
| 2024 | BabyMons7er - Wydany: 1 kwietnia 2024 - Wytwórnia: YG Entertainment - Format: CD, digital download, streaming | 3                 | 6                 | 15                | - KOR: 771 911+ - JPN: 14 838+ |

### Single
Single cyfrowe
| Rok                                                       | Tytuł                 | Najwyższa pozycja | Najwyższa pozycja | Najwyższa pozycja | Najwyższa pozycja | Najwyższa pozycja | Najwyższa pozycja | Najwyższa pozycja | Album       |
| Rok                                                       | Tytuł                 | KOR               | KOR               | JAP Hot           | NZ Hot            | SGP               | US World          | WW                | Album       |
| Rok                                                       | Tytuł                 | Circle            | Songs             | JAP Hot           | NZ Hot            | SGP               | US World          | WW                | Album       |
| --------------------------------------------------------- | --------------------- | ----------------- | ----------------- | ----------------- | ----------------- | ----------------- | ----------------- | ----------------- | ----------- |
| 2023                                                      | „Batter Up”           | 123               | –                 | 100               | 14                | 10                | 5                 | 101               | BabyMons7er |
| 2024                                                      | „Stuck in the Middle” | –                 | –                 | –                 | –                 | –                 | –                 | –                 | BabyMons7er |
| 2024                                                      | „Sheesh”              | 10                | 7                 | 42                | 30                | 6                 | –                 | 33                | BabyMons7er |
| 2024                                                      | „Forever”             | 101               | –                 | 92                | –                 | 12                | 7                 | 141               | Drip        |
| 2024                                                      | „Clik Clak”           | –                 | –                 | –                 | –                 | –                 | –                 | –                 | Drip        |
| 2024                                                      | „Drip”                | 10                | –                 | 26                | 10                | 7                 | –                 | 30                | Drip        |
| „–” oznacza, że singiel nie był notowany na danej liście. |                       |                   |                   |                   |                   |                   |                   |                   |             |

## Trasy koncertowe

### Trasy
- Hello Monsters World Tour (2025)

### Fanmeeting
| See You There (2024) | See You There (2024) | See You There (2024) | See You There (2024)                    | See You There (2024) | See You There (2024) |
| Data                 | Miasto               | Państwo              | Obiekt                                  | Frekwencja           | Źródło               |
| -------------------- | -------------------- | -------------------- | --------------------------------------- | -------------------- | -------------------- |
| 11 maja 2024         | Tokio                | Japonia              | Ariake Arena                            | 26 000               | [ 60 ]               |
| 12 maja 2024         | Tokio                | Japonia              | Ariake Arena                            | 26 000               | [ 60 ]               |
| 8 czerwca 2024       | Dżakarta             | Indonezja            | Tennis Indoor Senayan                   | —                    | [ 61 ]               |
| 15 czerwca 2024      | Singapur             | Singapur             | The Star Theatre                        | 5 000                | [ 62 ]               |
| 23 czerwca 2024      | Tajpej               | Tajwan               | Taipei Music Center                     | —                    | [ 61 ]               |
| 29 czerwca 2024      | Bangkok              | Tajlandia            | Paragon Hall                            | —                    | [ 61 ]               |
| 30 czerwca 2024      | Bangkok              | Tajlandia            | Paragon Hall                            | —                    | [ 61 ]               |
| 30 lipca 2024        | Kobe                 | Japonia              | World Memorial Hall                     | 20 000               | [ 63 ]               |
| 31 lipca 2024        | Kobe                 | Japonia              | World Memorial Hall                     | 20 000               | [ 63 ]               |
| 10 sierpnia 2024     | Seul                 | Korea Południowa     | Kyung Hee University Grand Peace Palace | —                    | [ 64 ]               |
| 11 sierpnia 2024     | Seul                 | Korea Południowa     | Kyung Hee University Grand Peace Palace | —                    | [ 64 ]               |

## Wideografia

### Teledyski
| Tytuł                 | Rok  | Reżyser                   | Źr.           |
| --------------------- | ---- | ------------------------- | ------------- |
| „Dream”               | 2023 | Nieznany                  | [ 65 ]        |
| „Batter Up"           | 2023 | Seo Hyun-seung (Gigant)   | [ 66 ] [ 67 ] |
| „Stuck in the Middle" | 2024 | Jason Kim (Flipevil)      | [ 68 ]        |
| „Sheesh"              | 2024 | Seo Hyun-seung (Gigant)   | [ 69 ] [ 70 ] |
| „Forever"             | 2024 | Samson (Highqualityfish)  | [ 71 ] [ 72 ] |
| „Clik Clak”           | 2024 | Yang Soonsik (YSS Studio) | [ 73 ] [ 74 ] |
| „Drip”                | 2024 | Samson (Highqualityfish)  | [ 75 ]        |
| „Love in My Heart”    | 2024 | Yang Soonsik (YSS Studio) | [ 76 ]        |
| „Really Like You”     | 2025 | Jason Kim (Flipevil)      | [ 77 ]        |

## Filmografia
| Rok  | Tytuł           | Źr.    |
| ---- | --------------- | ------ |
| 2023 | Last Evaluation | [ 24 ] |
| 2024 | Baemon TV       | [ 78 ] |

## Nagrody i nominacje
| Ceremonia                 | Rok  | Kategoria                                       | Nominowany  | Rezultat  | Źr.    |
| ------------------------- | ---- | ----------------------------------------------- | ----------- | --------- | ------ |
| Circle Chart Music Awards | 2024 | Mubeat Global Choice Award – Female             | BabyMonster | Nominacja | [ 79 ] |
| Circle Chart Music Awards | 2024 | Rookie of the Year – Global Streaming           | „Batter Up” | Wygrana   | [ 80 ] |
| Circle Chart Music Awards | 2024 | Rookie of the Year – Streaming Unique Listeners | „Batter Up” | Nominacja | [ 81 ] |
| Mubeat Awards             | 2023 | Best Rookie Artist                              | BabyMonster | Wygrana   | [ 82 ] |
| Mubeat Awards             | 2023 | Music Video of the Year                         | „Batter Up” | Nominacja | [ 82 ] |